# Jamie Rose
Jamie Rose (Nova York,  26 de novembro de 1959) é uma atriz americana que interpretou Vickie Gioberti na novela dos anos 80 Falcon Crest. Rose desempenhou o papel de 1981 a 1983, saindo no início da terceira temporada da série. O papel foi posteriormente reformulado alguns anos depois com Dana Sparks. 
Ela foi atriz principal na série policial Lady Blue, além de participações freqüentes na televisão, incluindo Crusade, Criminal Minds, House, Fantasy Island, Hotel, Simon &amp; Simon, St. Elsewhere, Two and a Half Men, Murder, She Wrote, Columbo (episódio "Death Hits the Jackpot", 1991), Chicago Hope, JAG, Ally McBeal, ER, Renegade, Walker, Texas Ranger e NYPD Blue. Ela também apareceu no filme de televisão Lying Eyes (1996). 

## Livro
O livro de memórias / auto-ajuda de Jamie Rose sobre suas experiências na aprendizagem do tango e como isso afetou seu relacionamento, "Cale a boca e dance! A alegria de deixar ir a pista - na pista de dança e fora", foi lançado em 15 de setembro de 2011.

## Vida pessoal
Em 2006, Rose se casou com o ator Kip Gilman. Desde setembro de 2007, ela ensina atuação através de sua escola, a JRose Studio em Los Angeles, Califórnia. 

## Filmografia
| Ano  | Título                             | Função             | Notas |
| ---- | ---------------------------------- | ------------------ | ----- |
| 1981 | Pouco antes do amanhecer           | Megan              |       |
| 1984 | Corda bamba                        | Melanie Silber     |       |
| 1984 | Heartbreakers                      | Libby              |       |
| 1985 | Rebel Love                         | Columbine Cromwell |       |
| 1989 | Corações de cromo                  | Dede               |       |
| 1989 | Sala de jogos                      | Marcy              |       |
| 1989 | Final feliz                        |                    |       |
| 1991 | Morrer em pé                       | Constance Bigelow  |       |
| 1996 | A corrente                         | Ellen Morrisey     |       |
| 2001 | Férias ao sol                      | Judy               |       |
| 2012 | Atlas encolheu os ombros: Parte II | Sara Connelly      |       |
| 2012 | Rota 30 também!                    | Ponto              |       |
| 2014 | Rota 30 Três!                      | G-Woman            |       |
| 2016 | O Pai e o Urso                     | Joyce Redman       |       |